# Pāthardih
Pāthardih är en ort i Indien.   Den ligger i distriktet Dhanbad och delstaten Jharkhand, i den östra delen av landet, 1 100 km sydost om huvudstaden New Delhi. Pāthardih ligger 162 meter över havet och antalet invånare är 45 276.
Terrängen runt Pāthardih är platt, och sluttar söderut. Runt Pāthardih är det mycket tätbefolkat, med 2 181 invånare per kvadratkilometer. Närmaste större samhälle är Dhanbad, 15,2 km norr om Pāthardih. Trakten runt Pāthardih består till största delen av jordbruksmark.